# Mionica (selo)
Pour les articles homonymes, voir Mionica (homonymie).
Mionica (selo) (en serbe cyrillique : Мионица (село)) est une localité de Serbie située dans la municipalité de Mionica, district de Kolubara. Au recensement de 2011, elle comptait 1 577 habitants.
Mionica (selo) est officiellement classée parmi les villages de Serbie.

## Démographie

### Évolution historique de la population
| 1948 | 1953 | 1961 | 1971 | 1981 | 1991  | 2002  | 2011  |
| ---- | ---- | ---- | ---- | ---- | ----- | ----- | ----- |
| 801  | 823  | 723  | 632  | 819  | 1 300 | 1 446 | 1 577 |

|  |